# Sojuz TM-3
La Sojuz TM-3 fu la terza spedizione sovietica verso la stazione spaziale Mir nonché il settantanovesimo volo nell'ambito del programma Sojuz sovietico.

## Equipaggio
| Ruolo                  | Equipaggio al lancio                          | Equipaggio all'atterraggio                    |
| ---------------------- | --------------------------------------------- | --------------------------------------------- |
| Comandante             | Aleksandr Viktorenko, Roscosmos Primo volo    | Jurij Romanenko, Roscosmos Terzo volo         |
| Ingegnere di volo      | Aleksandr Aleksandrov, Roscosmos Secondo volo | Aleksandr Aleksandrov, Roscosmos Secondo volo |
| Cosmonauta Ricercatore | Muhammad Faris, Intercosmos Primo volo        | Anatolij Levčenko, Roscosmos Primo volo       |

### Equipaggio di riserva
| Ruolo                  | Equipaggio                   | Equipaggio                   |
| ---------------------- | ---------------------------- | ---------------------------- |
| Comandante             | Anatolij Solov'ëv, Roscosmos | Anatolij Solov'ëv, Roscosmos |
| Ingegnere di volo      | Viktor Savinych, Roscosmos   | Viktor Savinych, Roscosmos   |
| Cosmonauta Ricercatore | Munir Habib, Intercosmos     | Munir Habib, Intercosmos     |

## Missione
Faris fu il primo siriano nello spazio. Aleksandrov fu la sostituzione di Lavejkin nella stazione spaziale, divenendo il compagno di missione di Romanenko.
Muhammed Faris, l'ospite siriano della missione, Alexandr Viktorenko tornarono a terra sulla navetta Sojuz TM-2 insieme a Aleksandr Lavejkin, a cui furono diagnosticati dai medici a terra alcuni problemi cardiaci. Venne rimpiazzato da Aleksandrov. A bordo della navetta furono condotti degli esperimenti su alcuni materiali.

## Ulteriori dati di volo
- Denominazione Astronomica Internazionale: 1987-63